# Gjensidige Kvindeliga 2020-21
Elitedivisionen eller Gjensidige Kvindeligaen 2020-21 er den 49. sæson af kvindernes topliga i fodbold i Danmark. Fortuna Hjørring er forsvarende mestre, mens både HB Køge og AaB rykkede op i ligaen, for første gang.
Gjensidige Forsikring har siden juli 2019, været ligaens hoved- og navnesponsor.
Den nye sportskanal Sport Live, forlængede i juli 2020, deres Tv-aftale til og med slutningen af sæsonen. Kanalen vil hver uge vise mindst én topkamp. Derudover viser den gratis streamingtjeneste Mycujoo, alle de resterende kampe i både ligaen og pokalturneringen.
HB Køge, vandt ligaen i klubbens første sæson i kvindeligaen. Samtidig slog klubben en 19 årig lang stime om mesterskabstrofæet, som holdene Fortuna Hjørring og Brøndby IF ellers havde delt om skiftevis.

## Struktur
Elitedivisionen består af 8 hold. De møder hinanden to gange, i grundspillet, hvilket giver 14 kampe til alle hold i grundspillet. Grundspillet bliver spillet om efteråret. De seks øverste hold går efter grundspillet videre til mesterskabsrunden, hvor holdene tager pointene med over. Her mødes alle hold på både ude- og hjemmebane, hvorefter holdet med flest point kåres som mester. Vinderen og andenpladsen kvalificerer sig til UEFA Champions League ottendedelsfinaler. Der er ingen gældende kvalifikation til europæiske turneringer, for de resterende 4 hold. Mesterskabsrunden bliver spillet i foråret.
De to nederste hold skal spille et nedrykningsspil eller også kaldet kvalifikationsrunde. I kvalifikationsrunden møder de to hold, de to øverste placerende hold fra Pulje 1/Øst og Pulje 2/Vest, fra 1. division. Således udgør de en pulje af seks hold, hvorfra de to hold øverste placerede hold kvalificerer sig til ligaen, sæsonen efter. De resterende fire hold, der ikke kvalificerede sig i kvalifikationsrunden, skal optræde i 1. division, i den efterfølgende sæson.
Kvalifikationsrunden foregår i foråret, efter at både ligaens grundspil og de to puljer i 1. division, er færdigspillet i efteråret.

## Hold
| Region      | Hold             | By       | Stadion               | Kapacitet |
| ----------- | ---------------- | -------- | --------------------- | --------- |
| Hovedstaden | Brøndby IF       | Brøndby  | Brøndby Stadion       | 29.000    |
| Hovedstaden | FC Nordsjælland  | Farum    | Farum Park            | 10.300    |
| Hovedstaden | HB Køge          | Køge     | Capelli Sport Stadion | 4.000     |
| Syddanmark  | KoldingQ         | Kolding  | Fynske Bank Arena     | 3.000     |
| Midtjylland | AGF              | Aarhus   | Vejlby Stadion        | 5.200     |
| Nordjylland | Fortuna Hjørring | Hjørring | Nord Energi Arena     | 7.500     |
| Nordjylland | FC Thy-Thisted Q | Thisted  | Sparekassen Thy Arena | 3.000     |
| Nordjylland | AaB              | Aalborg  | AaB Træningsanlæg     | 1.000     |

### Personale og sponsorer
| Hold             | Cheftræner           | Anfører            | Tøjsponsor    | Hovedsponsor                |
| ---------------- | -------------------- | ------------------ | ------------- | --------------------------- |
| KoldingQ         | Anders Jensen        | Louise Eriksen     | Adidas        | Fynske Bank                 |
| Fortuna Hjørring | Niclas Hougaard      | Sara Thrige        | New Balance   | Sportmaster, DS Gruppen A/S |
| HB Køge          | Peer Lisdorf         | Maria Uhre Nielsen | Capelli Sport | Spar Nord Bank              |
| AaB Fodbold      | Martin Dale Stephens | Line Andersen      | Hummel        | Sparekassen Vendsyssel      |
| FC Thy-Thisted Q | Torben Overgaard     | Matilde Kjeldgaard | Adidas        | Sparekassen Thy             |
| Brøndby          | Per Nielsen          | Theresa Eslund     | Hummel        | Arbejdernes Landsbank       |
| AGF              | Anders Nim           | Christina Ravn     | Hummel        | Arbejdernes Landsbank       |
| FC Nordsjælland  | Brian Sørensen       | Catrine Gryholt    | Nike, Inc.    | DHL                         |

### Trænerudskiftninger
| Hold        | Afgående træner | Årsag   | Dato for aftrædelse | Afløst af            | Dato for overtagelse | Placering i ligaen |
| ----------- | --------------- | ------- | ------------------- | -------------------- | -------------------- | ------------------ |
| AaB Fodbold | Kenneth Cortsen | Stoppet | 1. juli 2019        | Martin Dale Stephens | 10. juli 2019        | Før sæsonstart     |

### Udenlandske spillere
| Klub             | Spiller 1        | Spiller 2       | Spiller 3           | Spiller 4          | Spiller 5          | Spiller 6            |
| ---------------- | ---------------- | --------------- | ------------------- | ------------------ | ------------------ | -------------------- |
| FC Nordsjælland  | Brianne Reed     | Florentina Olar | Ásla Johannesen     | Amanda Andradóttir | Jessica Davis      | Tatyane Amaro Santos |
| Fortuna Hjørring | Vicky Bruce      | Emily Garnier   | Cristina Carp       | Brenna Ochoa       | Indiah-Paige Riley |                      |
| HB Køge          | Kyra Carusa      | Maddie Pokorny  | Lauren Sajewich     | Makenzy Doniak     | Emily Boyd         |                      |
| AaB              | Caroline Kehrer  | Sanna Porali    | Evdokija Popadinova |                    |                    |                      |
| Brøndby IF       | Malin Sunde      |                 |                     |                    |                    |                      |
| AGF              | Hannah Bacon     |                 |                     |                    |                    |                      |
| FC Thy-Thisted Q | Pernille Gardien |                 |                     |                    |                    |                      |

## Indledende runde
Holdene spiller mod hinanden to gange. Top seks går videre til mesterskabsrunden.

| Pos | Hold             | K  | V | U | T  | M+ | M- | MF  | P  | Kvalifikation    |
| --- | ---------------- | -- | - | - | -- | -- | -- | --- | -- | ---------------- |
| 1   | HB Køge          | 14 | 9 | 2 | 3  | 35 | 16 | +19 | 29 | Mesterskabsrunde |
| 2   | Brøndby IF       | 14 | 9 | 2 | 3  | 30 | 16 | +14 | 29 | Mesterskabsrunde |
| 3   | Fortuna Hjørring | 14 | 9 | 1 | 4  | 33 | 16 | +17 | 28 | Mesterskabsrunde |
| 4   | KoldingQ         | 14 | 8 | 1 | 5  | 32 | 17 | +15 | 25 | Mesterskabsrunde |
| 5   | FC Nordsjælland  | 14 | 6 | 3 | 5  | 21 | 22 | −1  | 21 | Mesterskabsrunde |
| 6   | FC Thy-Thisted Q | 14 | 4 | 4 | 6  | 18 | 22 | −4  | 16 | Mesterskabsrunde |
| 7   | AGF Fodbold      | 14 | 4 | 0 | 10 | 13 | 31 | −18 | 12 | Nedrykningrunde  |
| 8   | AaB Fodbold      | 14 | 0 | 1 | 13 | 5  | 47 | −42 | 1  | Nedrykningrunde  |

## Mesterskabsrunden
| Pos | Hold             | K  | V | U | T | M+ | M- | MF  | P  | Kvalifikation eller nedrykning     |
| --- | ---------------- | -- | - | - | - | -- | -- | --- | -- | ---------------------------------- |
| 1   | HB Køge (M)      | 10 | 8 | 1 | 1 | 22 | 17 | +5  | 35 | Kvalifikation til Champions League |
| 2   | Brøndby          | 10 | 7 | 1 | 2 | 26 | 9  | +17 | 30 | Kvalifikation til Champions League |
| 3   | Fortuna Hjørring | 10 | 4 | 2 | 4 | 13 | 17 | −4  | 20 |                                    |
| 4   | KoldingQ         | 10 | 3 | 2 | 5 | 13 | 12 | +1  | 15 |                                    |
| 5   | FC Nordsjælland  | 10 | 3 | 0 | 7 | 14 | 24 | −10 | 11 |                                    |
| 6   | FC Thy-Thisted Q | 10 | 2 | 0 | 8 | 5  | 24 | −19 | 6  |                                    |

## Kvalifikationsrunde
Holdene spiller i alt ti kampe. Alle hold er blevet nulstillet med 0 point, til og med startdatoen.

| Pos | Hold            | K  | V | U | T | M+ | M- | MF  | P  | Kvalifikation eller nedrykning            |
| --- | --------------- | -- | - | - | - | -- | -- | --- | -- | ----------------------------------------- |
| 1   | AGF             | 10 | 8 | 2 | 0 | 29 | 9  | +20 | 26 | Kvalifikation til Elitedivisionen 2021-22 |
| 2   | AaB             | 10 | 6 | 2 | 2 | 11 | 7  | +4  | 20 | Kvalifikation til Elitedivisionen 2021-22 |
| 3   | Odense Q        | 10 | 5 | 3 | 2 | 23 | 13 | +10 | 18 |                                           |
| 4   | B.93            | 10 | 3 | 0 | 7 | 15 | 20 | −5  | 9  |                                           |
| 5   | ASA Aarhus      | 10 | 2 | 2 | 6 | 13 | 24 | −11 | 8  |                                           |
| 6   | Sundby Boldklub | 10 | 1 | 1 | 8 | 11 | 29 | −18 | 4  |                                           |

## Statistik

### Topscorere
Oversigten er opdateret til og med 20. juni 2021.
| Nr. | Spiller                   | Klub             | Mål |
| --- | ------------------------- | ---------------- | --- |
| 1   | Kyra Carusa               | HB Køge          | 11  |
| 2   | Nanna Christiansen        | Brøndby IF       | 10  |
| 3   | Rikke Dybdahl             | FC Thy-Thisted Q | 7   |
| 4   | Ea Rasmussen              | KoldingQ         | 6   |
| 4   | Agnete Nielsen            | Brøndby IF       | 6   |
| 4   | Emma Snerle               | Fortuna Hjørring | 6   |
| 4   | Olivia Holdt              | Fortuna Hjørring | 6   |
| 7   | Lærke Bjergager Niklasson | HB Køge          | 5   |
| 7   | Makenzy Doniak            | HB Køge          | 5   |
| 7   | Molli Plasmann            | KoldingQ         | 5   |

| Nr. | Spiller                   | Klub             | Mål |
| --- | ------------------------- | ---------------- | --- |
| 1   | Kyra Carusa               | HB Køge          | 11  |
| 2   | Nanna Christiansen        | Brøndby IF       | 16  |
| 3   | Olivia Holdt              | Fortuna Hjørring | 16  |
| 4   | Agnete Nielsen            | Brøndby IF       | 13  |
| 5   | Cecilie Fløe              | KoldingQ         | 9   |
| 6   | Maddie Pokorny            | HB Køge          | 8   |
| 6   | Rikke Dybdahl             | FC Thy-Thisted Q | 8   |
| 7   | Camilla Kur Larsen        | FC Nordsjælland  | 7   |
| 7   | Emma Snerle               | Fortuna Hjørring | 7   |
| 7   | Lærke Bjergager Niklasson | HB Køge          | 7   |

### Månedens spiller
| Måned     | Månedensspiller    | Månedensspiller  |
| Måned     | Spiller            | Klub             |
| --------- | ------------------ | ---------------- |
| August    | Rikke Dybdahl      | FC Thy-Thisted Q |
| September | Nanna Christiansen | Brøndby IF       |
| Oktober   | Maddie Pokorny     | HB Køge          |
| April     | Agnete Nielsen     | Brøndby IF       |
| Maj       | Olivia Holdt       | Fortuna Hjørring |

### Årets hold
Årets hold blev offentliggjort 16. juni 2021, på kvindeligaens officielle hjemmeside.
| Målvogter        | Forsvarsspillere                      | Midtbanespillere                                          | Angribere                                   |
| ---------------- | ------------------------------------- | --------------------------------------------------------- | ------------------------------------------- |
| Lene Christensen | Emma Færge Sara Thrige Theresa Eslund | Josefine Hasbo Emma Snerle Kelly Fitzgerald Kathrine Kühl | Kyra Carusa Olivia Holdt Nanna Christiansen |